# Городишна (приток Виледи)
Городишна (устар. Городишная) — река в России, протекает по Архангельской области. Устье реки находится в 41 км по левому берегу реки Виледь. Длина реки составляет 21 км, площадь водосборного бассейна 77 км².

## Притоки
По порядку от устья:
- 12 км: река Березовка (лв)
- река Малая Городишна (пр)
- ручей Городишный (лв)

## Данные водного реестра
По данным государственного водного реестра России относится к Двинско-Печорскому бассейновому округу, водохозяйственный участок реки — Вычегда от города Сыктывкар и до устья, речной подбассейн реки — Вычегда. Речной бассейн реки — Северная Двина.
Код объекта в государственном водном реестре — 03020200212103000024938.